# Teleskoplæsser
En teleskoplæsser er en maskine der bruges i byggebranchen og i landbruget. De er ofte opkaldt efter en af producenterne og har hvert sit modelnummer. Grundlæggende er den beregnet til at udføre de samme opgaver som en gaffeltruck, men er dog væsentligt mere avanceret end de fleste trucks. Efter en del år hvor man måtte køre teleskoplæsser uden special tilladelse må de nu kun bruges af personer i besiddelse af  førercertifikat til teleskoplæsser alt efter hvordan den bruges.
Teleskoplæsseren blev opfundet i 1977 af Joseph Cyril Bamford også kendt som stifteren af JC Bamford Excavators (JCB).

## Opbygning
Køretøjet er normalt firehjulet, men enkelte trehjulede udgaver ses dog af og til. Oftest er der tale om en ret bred maskine med stor akselafstand samt med både træk og styring på alle hjul. Mange modeller giver mulighed for at justere hvordan hjulene skal styre i forhold til hinanden, således at den for eksempel kan køre skråt fremad uden at ændre maskinens retning. Grunden til den store akselafstand og afstanden mellem forhjulene er at maskinen skal kunne række langt op og fremad uden at vælte.
Teleskoplæssere kan inddeles i tre kategorier:
Den ene kategori er "almindelige" teleskoplæssere der ikke kan krøje/dreje bommen.
Den anden kategori er teleskoplæssere der kan krøje/dreje bommen, denne kategori af teleskoplæssere kaldes også for rotorlæssere eller roterende teleskoplæssere.
Den sidste kategori er Heavy teleskoplæsser kategorien, denne kategori henvender sig til f.eks. minedrift og produktionsvirksomheder der foretager ekstremt tunge løft, i denne kategori kan maskinerne ikke krøjes og løftehøjderne er typisk mellem 10 og 14 meter og løftekapaciteten er mellem 10 tons og 50 tons, denne kategori er endnu ikke så udbredt i Danmark.
De roterende teleskoplæssere kan ofte rotere kontinuerligt, mens andre f.eks. kan rotere 400 grader eller 360 grader, men der findes også en gråzone af maskiner som kan krøje f.eks. 5 grader, fordelene ved teleskoplæsserne der kan krøje 5 grader er, at prismæssigt koster de stort set det samme som maskinerne der ikke kan krøje og brugeren opnår derved stor fleksibilitet i arbejdet. Et eksempel på fleksibiliteten er for eksempel når en kunde skal løfte paller med materiel op i et etagebyggeri, maskinen stilles op med støttebenene nede, hvis det så viser sig at pallen rammer 2 centimeter ved siden af åbningen således palle ikke kan stilles ind gennem åbningen, så er man med en traditionel teleskoplæsser nødsaget til at pakke maskinen sammen, rykke den nogle centimeter og på ny stille den op igen - mens man med krøje funktionen på 5 grader har mulighed for blot at krøje bommen en smule,
således pallen kan stilles ind uden at flytte maskinen, dette er yderst tidsbesparende for brugeren.
Teleskoplæssere med fast bom, er typisk i løftehøjder fra 6 til 18 meter, mens teleskoplæssere med roterende bom kan laveres i løftehøjder fra 18 meter op til imponerende 51 meters løftehøjde. Kapaciteten på den ikke roterende teleskoplæssere er typisk fra ca. 1 ton op til 6 tons mens kapaciteten på de roterende teleskoplæssere er fra 4 tons op til imponerende 13 tons kapacitet.
På de små teleskoplæssere sidder førerhuset eller førerpladsen i den ene side, og i modsatte side sidder motoren. Midt mellem disse sidder en teleskopisk bom (også kaldet arm), der kan løftes og skydes ud. I den store ende af skalaen er førerhuset placeret over motoren.
På bommen kan man montere forskellige typer udstyr på samme måde som på mange trucks, traktorer og tilsvarende maskiner. Der er normalt ført olieslanger frem til spidsen af bommen, så man kan benytte hydraulisk udstyr, udstyret kan tilkobles manuelt eller via automatisk tilkobling. På det nyeste udstyr på markedet er der chip godkendelse på udstyret, det vil sige, når man tilkobler udstyret/tilbehøret, så genkender teleskoplæsseren automatisk udstyret og tilpasser arbejdsdiagrammet herefter.

## Udstyr
Det mest anvendte udstyr, både på byggepladser og i landbruget, er pallegafler, derefter kommer materielkurv, kranspil, krankroge og mandskabskurve.
På et ujævnt underlag, hvor de færreste trucks kan komme frem, kan en teleskoplæsser ubesværet komme frem og eksempelvis løfte en palle byggematerialer af en lastbil og stille det direkte op på øverste byggeetage over en udgravning flere meter fra huset. Her ville en kran ofte være for dyr i drift, og en gaffeltruck ville ikke kunne komme tæt nok på huset.
I landbruget kan pallegafler løfte de fleste tunge emner der skal flyttes; foder og gødning kommer ofte på paller. Man kan også montere ballespyd, således man kan stikke spyd i halmballer.
I andre situationer bruges en skovl, kranspil, kran-arm, mandskabskurv, fejemaskine, jordbor eller sneskraber, eller hvad fantasien eller behovet ellers tillader.

## Sikkerhed
Fordelen i maskinens funktion er samtidigt også en begrænsning. Når bommen løftes eller skydes ud fungerer den som en vægtstang, og gør derved køretøjet ustabilt på trods af kontravægte i bagenden. Dette medfører at løftekapaciteten hurtigt mindskes efterhånden som bommen rækkes væk fra maskinen. Eksempelvis kan løftekapaciteten svinge fra 6.000 kg tæt på maskinen til kun 800 kg i strakt løftet bom.
Maskinen skal, som stort set alt andet løfteudstyr, være udstyret med et løftediagram, hvorpå føreren kan aflæse hvor højt op eller hvor langt ud han må strække bommen med en given belastning. Desuden bør de fleste maskiner være udstyret med en computerstyret sikkerhedsafbryder, der afbryder løfte- og udlæg bevægelserne inden maskinen overbelastes. Overbelastningsafbryderen fungerer typisk ved at måle olietrykket i løftecylinderen. Typisk tillader maskinen kun at bommen trækkes ind eller måske sænkes indtil trykket igen er indenfor den tilladte margin. På de gamle maskiner på markedet aflæses løfte diagrammet i en folder man opbevarer i førerhuset, på de nyeste maskiner på markedet fremgår arbejdsdiagrammer af en skærm i maskinen, ofte er denne skærm trykfølsom som f.eks. en tablet og man kan derfor navigerer rundt i maskinens mange funktioner og indstillinger.
På teleskoplæssere er det i Danmark lovpligtigt at få udført et lovpligtigt årseftersyn én gang årligt, dette gælder ligeledes for tilbehør som kan fra- og tilkobles på maskinerne.

## Eksempler på producenter
- AUSA
- Case IH
- Caterpillar
- Claas
- Deutz-Fahr
- JCB
- John Deere
- Neuson Kramer
- Liebherr
- Magni Arkiveret 31. august 2018 hos  Wayback Machine
- Manitou
- Massey Ferguson
- Merlo
- Schäffer Lader
- Weidemann
- Dieci